# Architecture contemporaine

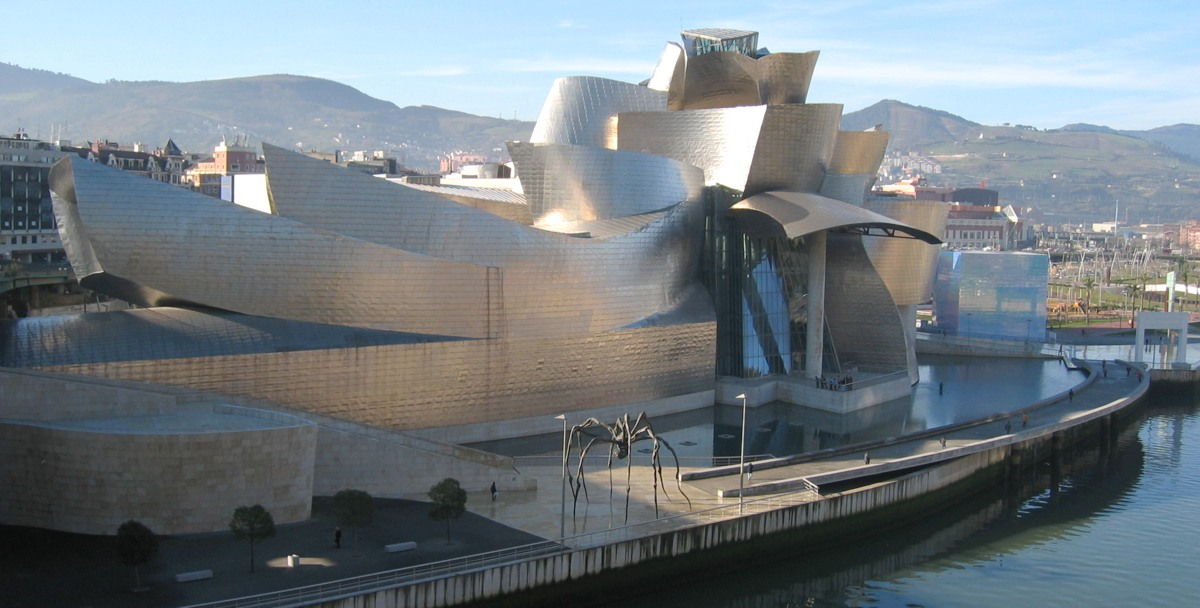
L'architecture du Musée Guggenheim à Bilbao, Frank Gehry, 1997.

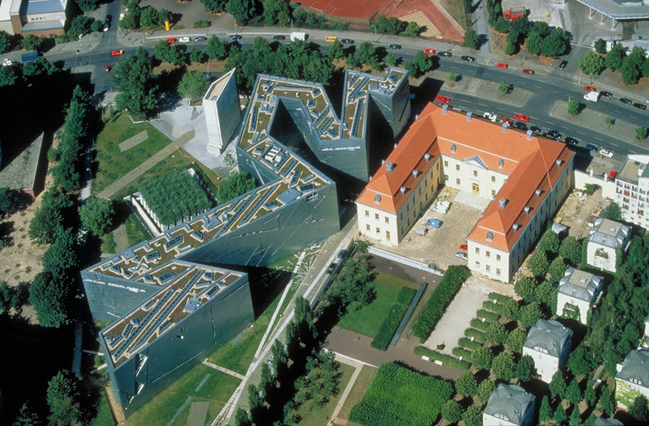
Vue aérienne du Musée juif de Berlin, Daniel Libeskind, 1998.

 (octobre 2020).
L'architecture contemporaine est par définition l'architecture produite maintenant, et cette qualification est donnée aux courants architecturaux de ces dernières décennies appartenant à l'histoire immédiate. Mais d'une façon encore plus générale, le XXe siècle est l'époque contemporaine définissant pour son architecture alors son caractère « contemporain », et dans ce cas voir l'Histoire de l'architecture.

## Courants dans l'architecture contemporaine
- Architecture néo-traditionnelle
- Architecture écologique (ou « architecture durable »)
- Architecture bioclimatique
- Architecture high-tech
- Blob architecture
- Déconstructivisme
- Postmodernisme
- Régionalisme critique
- Architecture « canard »
- Architecture bionique
- Architecture métabolisme
- Architecture de l'urgence
- Architecture industrielle
- Architecture futuriste

## Galerie d'arts

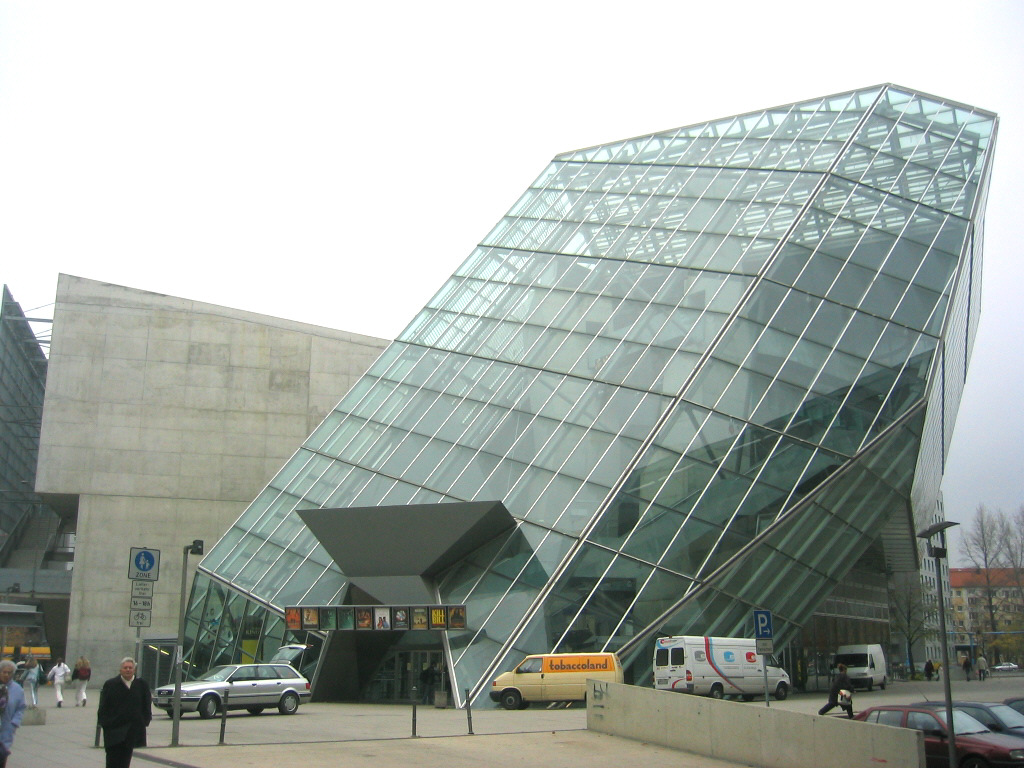
Le multiplexe Kristallpalast de l'UFA, à Dresde, Coop Himmelb(l)au, 1998.
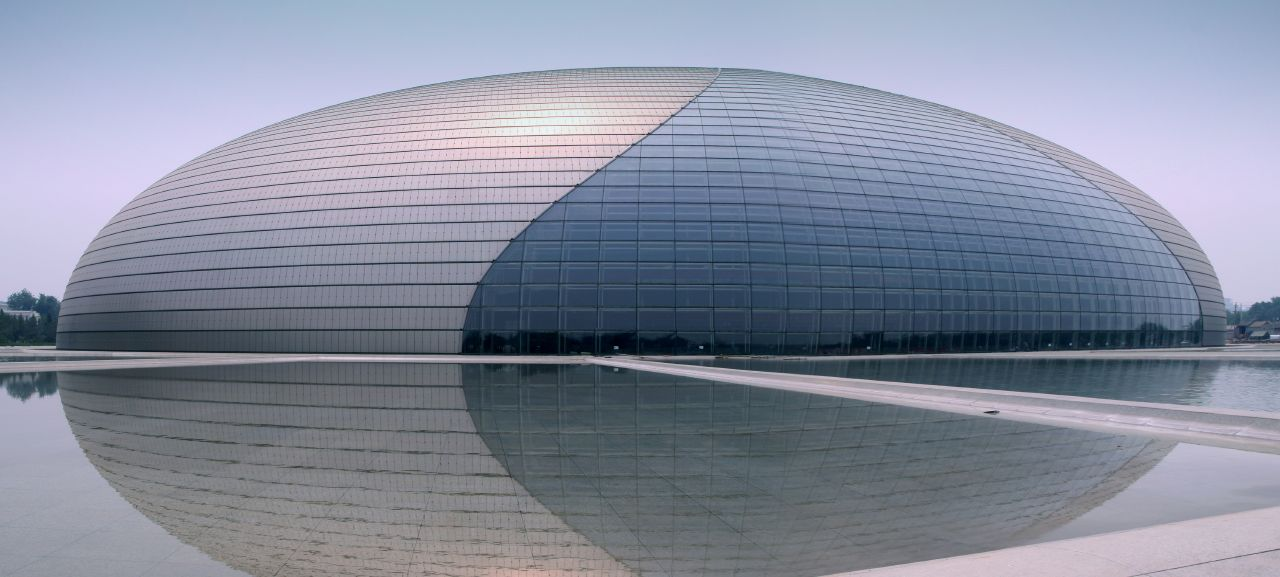
Le Centre national des arts du spectacle de Pékin, Paul Andreu, 2007.
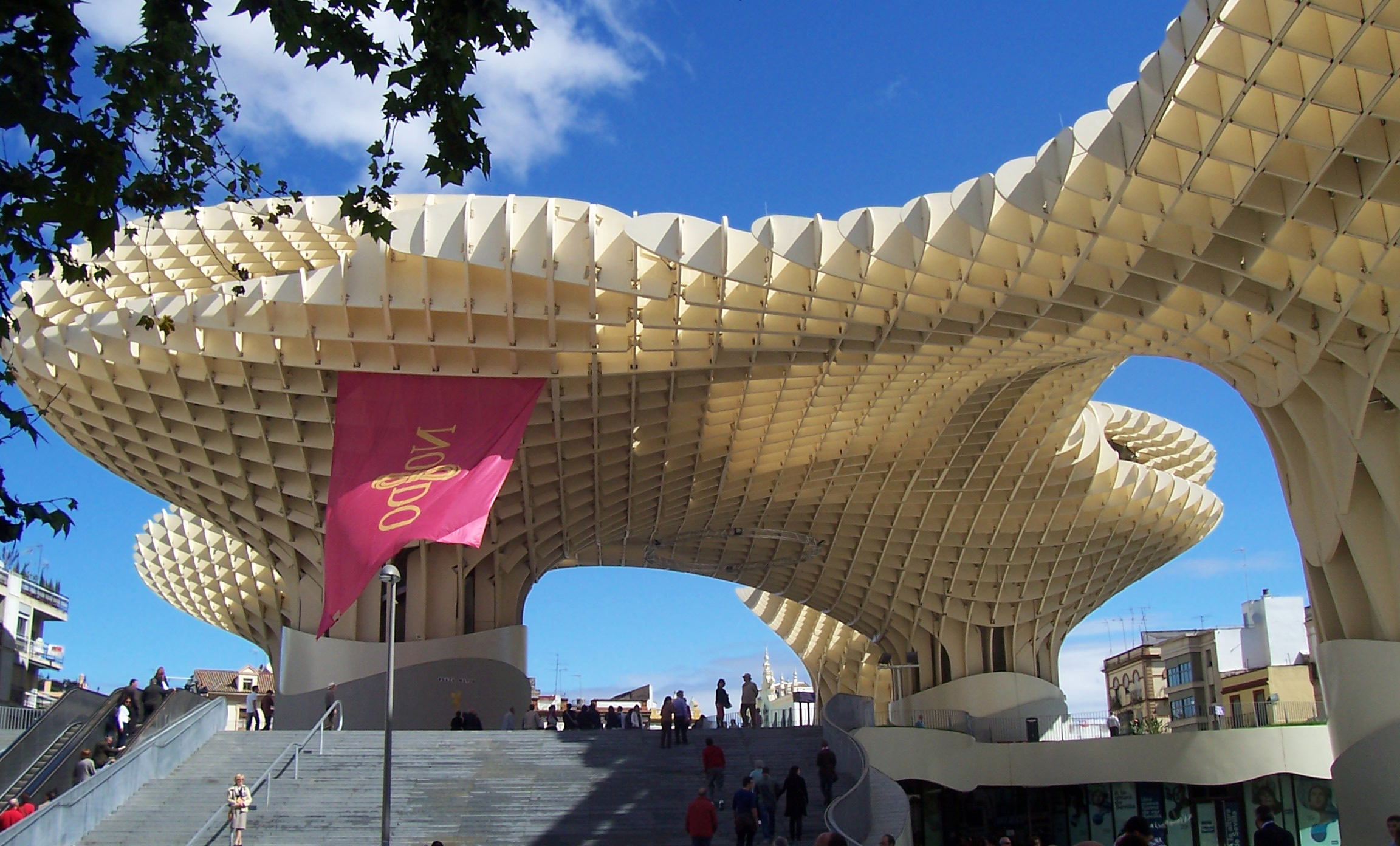
Le belvédère en bois au centre-ville de Séville, Jürgen Mayer-Hermann, 2011.
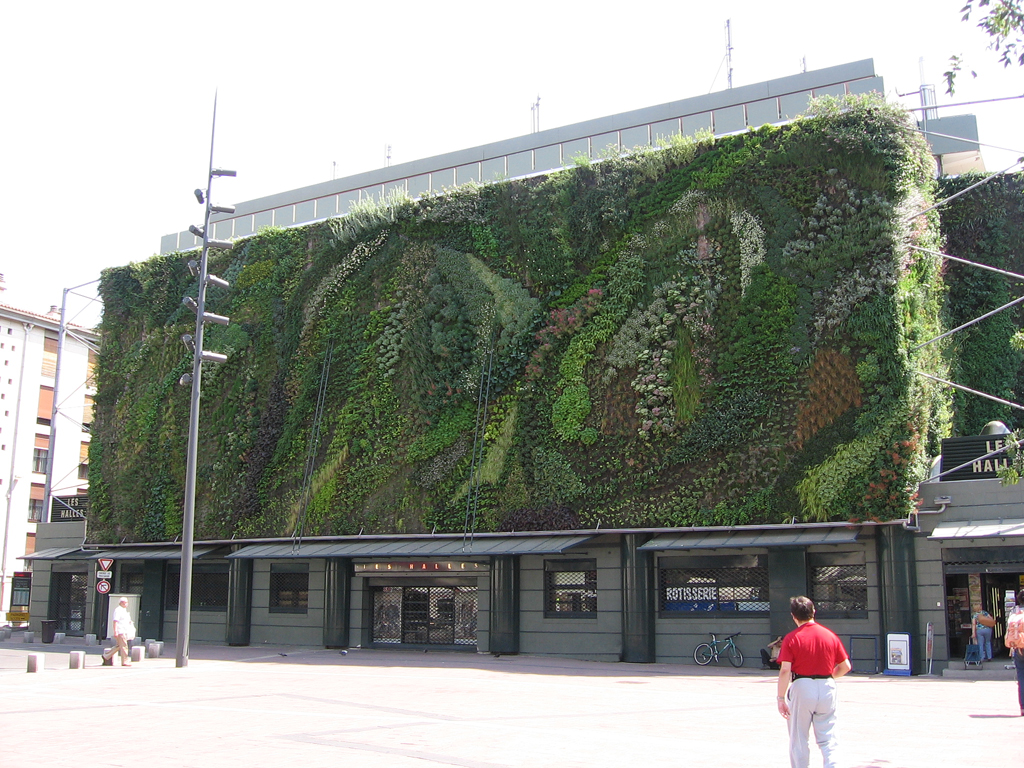
Le Mur végétal des Halles d'Avignon, Patrick Blanc, 2005.
La Cathédrale de la Résurrection d'Évry, Mario Botta, 1995.
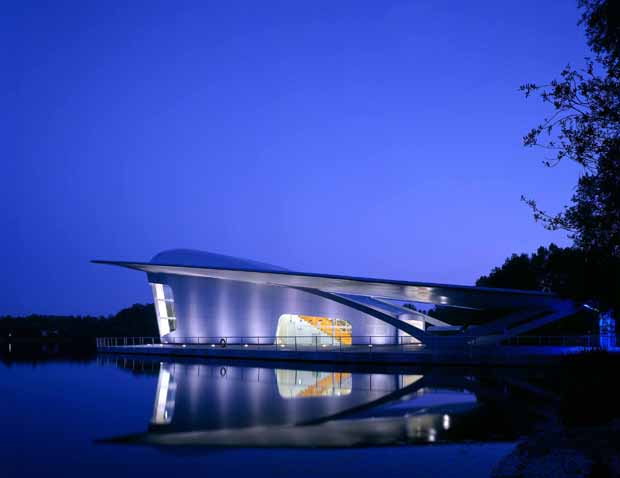
Le pavillon d'exposition HydraPier aux Floriades 2002 d'Amsterdam.